# Les Imposteurs (film, 1998)
Pour les articles homonymes, voir Les Imposteurs.
Pour plus de détails, voir Fiche technique et Distribution.
Les Imposteurs (The Impostors) est un film américain réalisé par Stanley Tucci sorti en 1998.

## Fiche technique
- Musique : Gary DeMichele
- Montage : Suzy Elmiger
- Chorégraphie : Denny Martin Flinn
- Production : Stanley Tucci
- Société de distribution : Fox Searchlight Pictures
- Langue : anglais

## Distribution
- Oliver Platt (VF : Denis Boileau) : Maurice
- Stanley Tucci (VF : Pierre-François Pistorio) : Arthur
- Hope Davis (VF : Patricia Legrand) : Emily Essendine
- E. Katherine Kerr : Gertrude dans Hamlet
- George Guidall : Claudius dans Hamlet
- William Hill : Bernardo dans Hamlet
- Alfred Molina (VF : Bernard Woringer) : Sir Jeremy Burtom
- Richard Jenkins (VF : Yves Beneyton) : Johnny Leguard
- Lili Taylor : Lily « Lil »
- Walker Jones : Maître D'
- Dana Ivey : Madame Essendine
- Jessica Walling : la femme attrayante
- David Lipman : le boulanger
- Phyllis Somerville : La femme au bar
- Michael Higgins : Le vieil homme tombant mort